# Premyer Liqası 2020-2021
La Premyer Liqasi 2020-2021 è stata la 29ª edizione della massima serie del campionato azero di calcio, iniziata il 21 agosto 2020 e terminata il 19 maggio 2021. Il Qarabağ era la squadra campione in carica. Il Neftçi Baku ha conquistato il titolo per la nona volta nella sua storia.

## Stagione

### Novità
Dalla stagione precedente non è stata retrocessa nessuna squadra a causa della conclusione anticipata dovuta al diffondersi della pandemia di COVID-19. Dalla Birinci Divizionu non è stata promossa alcuna squadra, per cui le squadre partecipanti sono le stesse della stagione precedente.

### Formula
Le 8 squadre partecipanti si affrontano in un girone all'italiana con due partite di andata e due di ritorno, per un totale di 28 giornate. La squadra prima classificata è dichiarata campione di Azerbaigian ed è ammessa al primo turno di qualificazione della UEFA Champions League 2021-2022. La seconda e la terza classificata, assieme alla vincitrice della coppa nazionale, sono ammesse al secondo turno di qualificazione della UEFA Europa Conference League 2021-2022. L'ultima classificata retrocede direttamente in Birinci Divizionu.

## Squadre partecipanti
| Club        | Città    | Stadio                  | Stagione precedente        |
| ----------- | -------- | ----------------------- | -------------------------- |
| Keşlə       | Baku     | ASK Arena               | 3º posto in Premyer Liqası |
| Neftçi Baku | Baku     | Bakcell Arena           | 2º posto in Premyer Liqası |
| Qarabağ     | Ağdam    | Azərsun Arena (Baku)    | 1º posto in Premyer Liqası |
| Qəbələ      | Qəbələ   | Gabala City Stadium     | 8º posto in Premyer Liqası |
| Sabah       | Baku     | Alinja Arena            | 6º posto in Premyer Liqası |
| Sumqayıt    | Sumqayıt | Kapital Bank Arena      | 4º posto in Premyer Liqası |
| Səbail      | Baku     | Bayil Arena             | 7º posto in Premyer Liqası |
| Zirə        | Baku     | Zirə Olimpiya Kompleksi | 5º posto in Premyer Liqası |

## Classifica finale
|                        | Pos. | Squadra     | Pt | G  | V  | N  | P  | GF | GS | DR  |
| ---------------------- | ---- | ----------- | -- | -- | -- | -- | -- | -- | -- | --- |
| Azerbaigian (bandiera) | 1.   | Neftçi Baku | 59 | 28 | 18 | 5  | 5  | 47 | 25 | +22 |
|                        | 2.   | Qarabağ     | 57 | 28 | 16 | 9  | 3  | 64 | 18 | +46 |
|                        | 3.   | Sumqayıt    | 39 | 28 | 10 | 9  | 9  | 30 | 31 | -1  |
|                        | 4.   | Zirə        | 38 | 28 | 8  | 14 | 6  | 28 | 28 | 0   |
|                        | 5.   | Sabah       | 29 | 28 | 7  | 8  | 13 | 28 | 38 | -10 |
| [ 3 ]                  | 6.   | Keşlə       | 26 | 28 | 5  | 11 | 12 | 25 | 40 | -15 |
|                        | 7.   | Qəbələ      | 26 | 28 | 5  | 11 | 12 | 23 | 44 | -21 |
| [ 4 ]                  | 8.   | Səbail      | 24 | 28 | 5  | 9  | 14 | 21 | 42 | -21 |

Legenda:
      Campione d'Azerbaigian e ammessa alla UEFA Champions League 2021-2022
      Ammesse alla UEFA Europa Conference League 2021-2022
 Ammessa au play-out
Note:
Tre punti per la vittoria, uno per il pareggio, zero per la sconfitta.
La classifica viene stilata secondo i seguenti criteri:
- Punti conquistati
- Punti conquistati negli scontri diretti
- Differenza reti negli scontri diretti
- Reti realizzate negli scontri diretti
- Reti realizzate in trasferta negli scontri diretti (solo tra due squadre)
- Differenza reti generale
- Reti totali realizzate

## Risultati

### Partite (1-14)
|             | Kes  | Nef  | Qəb  | Qar  | Səb  | Sab  | Sum  | Zir  |
| ----------- | ---- | ---- | ---- | ---- | ---- | ---- | ---- | ---- |
| Keshla      | –––– | 0-1  | 3-1  | 0-0  | 0-2  | 1-1  | 0-1  | 2-3  |
| Neftçi Baku | 2-1  | –––– | 1-1  | 0-6  | 2-1  | 1-0  | 0-2  | 0-0  |
| Qəbələ      | 0-0  | 1-4  | –––– | 1-1  | 1-1  | 2-1  | 1-1  | 1-1  |
| Qarabağ     | 6-1  | 1-2  | 3-0  | –––– | 4-0  | 2-0  | 6-1  | 3-2  |
| Səbail      | 1-1  | 1-3  | 1-3  | 1-1  | –––– | 2-1  | 2-1  | 1-2  |
| Sabah       | 0-2  | 0-2  | 3-0  | 1-2  | 2-1  | –––– | 1-2  | 0-1  |
| Sumqayıt    | 0-1  | 0-0  | 0-1  | 2-2  | 2-1  | 1-2  | –––– | 2-1  |
| Zirə        | 3-1  | 1-0  | 2-0  | 0-0  | 0-0  | 0-2  | 2-2  | –––– |

### Partite (15-28)
|             | Kes  | Nef  | Qəb  | Qar  | Səb  | Sab  | Sum  | Zir  |
| ----------- | ---- | ---- | ---- | ---- | ---- | ---- | ---- | ---- |
| Keshla      | –––– | 0-3  | 3-1  | 1-1  | 1-0  | 0-0  | 0-1  | 2-2  |
| Neftçi Baku | 3-1  | –––– | 1-0  | 1-0  | 4-0  | 2-1  | 0-2  | 4-0  |
| Qəbələ      | 2-0  | 2-2  | –––– | 0-5  | 1-1  | 2-2  | 1-0  | 1-1  |
| Qarabağ     | 2-0  | 1-2  | 3-0  | –––– | 1-0  | 2-0  | 4-1  | 1-1  |
| Səbail      | 1-1  | 0-4  | 1-0  | 1-1  | –––– | 2-0  | 0-1  | 0-0  |
| Sabah       | 1-1  | 2-2  | 1-0  | 0-4  | 0-0  | –––– | 1-1  | 2-1  |
| Sumqayıt    | 2-2  | 0-1  | 2-0  | 0-0  | 3-0  | 0-2  | –––– | 0-0  |
| Zirə        | 0-0  | 1-0  | 0-0  | 0-2  | 2-0  | 2-2  | 0-0  | –––– |

## Statistiche

### Individuali

#### Classifica marcatori
| Gol |  |  | Giocatore       | Squadra     |
| --- |  |  | --------------- | ----------- |
| 19  |  |  | Namiq Ələsgərov | Neftçi Baku |
| 18  |  |  | Mahir Emreli    | Qarabağ     |
| 11  |  |  | Filip Ozobić    | Qarabağ     |
| 9   |  |  | Ali Ghorbani    | Sumqayıt    |
| 8   |  |  | Davit Volkovi   | Zirə        |
| 8   |  |  | Rəhim Sadıxov   | Sumqayıt    |
| 7   |  |  | Owusu Kwabena   | Qarabağ     |
| 7   |  |  | Abdellah Zoubir | Qarabağ     |